# Club de Fútbol México
Il Club de Fútbol México, meglio noto come México FC è stata una società calcistica messicana, con sede a Città del Messico. Si è trattato del primo club fondato da cittadini messicani a competere nel campionato nazionale.

## Storia
Il club fu fondato nel 1910, agli albori della Rivoluzione messicana, da un gruppo di giovani messicani presieduto da Alfredo Cuellar, Jorge Gómez de Parada e Alberto Sierra. Inizialmente denominato Club San Pedro de los Pinos, nel 1912 divenne México FC e fece il suo ingresso nel campionato amatoriale, diventando la prima squadra nella storia del calcio messicano fondata da cittadini autoctoni (contrariamente alle squadre esistite fino a quel momento, fondate da immigrati perlopiù britannici o spagnoli). Contrariamente alle aspettative riuscì a vincere il torneo alla sua prima partecipazione, spezzando il dominio del Reforma che durava da quattro stagioni.
L'anno seguente conquistò la Copa Tower, ripetendosi nel 1920-1921 quando tale competizione cambiò nome in Copa Eliminatoria. Questo fu l'ultimo successo del club che nel 1931 non riuscì ad iscriversi al campionato per via di alcuni problemi finanziari, salvo ritornare nel 1932 e sciogliersi definitivamente nel 1934.

## Palmarès

### Competizioni amatoriali
- Campionato messicano amatoriale: 1

1912-1913
- Copa Tower / Copa Eliminatoria: 2

1913-1914, 1920-1921